# 沢海村
沢海村（そうみむら）は、かつて新潟県中蒲原郡にあった村。1901年11月1日の新設合併によって消滅し、現在は新潟市江南区の一部となっている。
以下の記述は合併直前当時の旧沢海村に関しての記述であり、現在では名称等が異なる場合がある。なお、ここに記述されていない内容に関しては新潟市などの記事を参照。

## 概要
江戸時代から現在までの村名で、阿賀野川と小阿賀野川の分流点付近に位置する。

## 沿革
- 1889年（明治22年）4月1日 - 町村制施行に伴い中蒲原郡沢海村が村制施行し、沢海村が発足。
- 1901年（明治34年）11月1日 - 中蒲原郡横越村、小杉村、木津村、二本木村と合併し、横越村を新設して消滅。大字沢海となる。

## 地域
合併を行わないで発足した村であるため、大字は編成していない。当時の村域は現在の新潟市江南区沢海及び阿賀野に該当する。